# امباراکاراکا
امباراکاراکا (به لاتین: Ambarakaraka) یک سکونتگاه مسکونی در ماداگاسکار است که در دیانا (ماداگاسکار) واقع شده‌است.

## خصوصیات
امباراکاراکا ۱۶٬۱۱۴ نفر جمعیت دارد و ۶۳ متر بالاتر از سطح دریا واقع شده‌است.